# Le Thour

Le Thour este o comună în departamentul Ardennes din nordul Franței. În 1 ianuarie 2022 avea o populație de 363 de locuitori.